# زبان‌شناسی اجتماعی-شناختی
زبان‌شناسی اجتماعی-شناختی (به انگلیسی: Cognitive Sociolinguistics) یک زمینه‌ی بین‌رشته‌ای از زبان‌شناسی است که مدعی است می‌تواند تنوعات زبانی در زمینه‌ی اجتماعی را در چارچوب شناخت توجیه کند. هدف زبان‌شناسی اجتماعی-شناختی ساخت یک مدل ذهنی از جامعه، اشخاص و سازمان‌ها و ارتباط میان آنهاست. زبان‌شناسی اجتماعی-شناختی همچنین می‌کوشد نظریه‌ها و روش‌های به کار رفته در زبان‌شناسی شناختی و زبان‌شناسی اجتماعی را ادغام کند تا به چارچوبی کاراتر برای پژوهش‌های آتی در تنوعات زبانی دست یابد. دغدغه‌ی این زمینه‌ی شکوفا، در خصوص دخالت جامعه در زبان‌شناسی شناختی، باعث اقبال از آن شده.